# 왓치맨 (영화)
《왓치맨》(영어: Watchmen)은 2009년 개봉한 미국의 네오누아르 슈퍼히어로 영화이다. 앨런 무어(글)와 데이브 기번스(그림)의 그래픽노블 《왓치맨》의 영화화 작품으로, 잭 스나이더가 연출하고 데이비드 헤이터가 각본을 썼다. 말린 오케르만, 빌리 크루덤, 매슈 구드, 재키 얼 헤일리, 제프리 딘 모건, 패트릭 윌슨, 칼라 구지노가 출연하였다.
2009년 3월 5일 대한민국 극장에 개봉하였다.

## 줄거리
1985년의 어느날, 자칭 미국을 보호했던 히어로 집단 왓치맨(Watchmen)의 일원 "코미디언"(제프리 딘 모건)이 괴한에 의해 살해당하면서부터 스토리의 플롯이 짜여 나가기 시작한다.
당시 시대배경은 아슬아슬하게 냉전의 균형이 이루어지고있던 현실에 근접한 세계정세의 구도이다.
법적 절차를 전제하지 않는 개인적인 빌런 처단을 금지시키는 ‘킨 법령’의 발동으로 히어로들은 대부분 자진해서 은퇴하였고  일부 극소수만이 정부기관의 통제하에 활동하게 된다. 몇몇 히어로들은 이러한 어려운 상황에서 "코미디언"의 죽음에 얽힌 실타래를 풀어보려고 하지만 사건을 파고들수록  자신들과 복잡하게 뒤엉킨 과거의 또다른 자신들의 추악한 진실과 맞딱드리지 않으면 안 되는 상황에 부딪친다.
스토리상에서 맨해튼 프로젝트를 연상시키는 닥터 맨해튼(Doc. Manhattan)이 등장한다.

## 캐스팅
| - 재키 얼 헤일리/일라이 스나이더(아역) - 월터 코백스 / 로어셰크 - 패트릭 윌슨 - 대니얼 드라이버그 / 나이트 아울(2대) - 말린 오케르만/헤일리 가일(아역) - 로리 주피터 / 실크 스펙터(2대) - 빌리 크루덥/재리드 하이드릭스(아역) - 존 오스터먼 / 닥터 맨해튼 - 매슈 구드 - 에이드리언 바이트 / 오지만디아스 - 제프리 딘 모건 - 에드워드 블레이크 / 코미디언 - 칼라 구지노 - 샐리 주피터 / 실크 스펙터(1대) - 스티븐 맥해티/클린트 칼턴(아역) - 홀리스 메이슨 / 나이트 아울(1대) - 댄 페인 - 윌리엄 브레이디 / 달러 빌 - 닐 매터 - 바이런 루이스 / 모스맨 - 아폴로니아 바노바 - 어설라 잰트 / 실루엣 - 글렌 에니스 - 후디드 저스티스 - 대릴 실러 - 넬슨 가드너 / 캡틴 메트로폴리스 | - 맷 프루어/마이크 카펜터(아역) - 몰록 - 로라 메넬 - 제이니 슬레이터 - 대니 우드번 - 빅 피겨 - 로버트 위즈던 - 리처드 닉슨 - 프랭크 노백 - 헨리 키신저 - 게리 휴스턴 - 존 매클러플린 - 숀 앨런 - 개리 초크 - 마이클 콥사 - 폴 클라인 - 크리스 고티에 - 시모어 - 제이 브러조 - 가판대 상인 - 리아 깁슨 - 실루엣의 여자친구 - 마크 아치슨 - 알레산드로 줄리아니 - 샐리 사피오티 - 애니 리보비츠 - 테드 콜 - 딕 캐빗 |